# Jeanne Janiaud
Jeanne Janiaud, née le 9 décembre 1895 à Asnières et morte le 14 mai 1972 à Boulogne-Billancourt, est une athlète française, championne de France du lancer du poids et footballeuse internationale. 

## Biographie

### Jeunesse et famille
Jeanne Madeleine Janiaud naît à Asnières en 1895, fille de Jean Marie Janiaud et Léa Pejeat, son épouse, marchands de meubles. Son nom et celui de son père, orthographiés Jagniaud sur son acte de naissance, sont rectifiés par un jugement du tribunal civil de la Seine en 1921.
En 1927, elle épouse à Paris Jean Roger Lachaud, publiciste. Ce dernier meurt en 1937.

### Parcours
Sportive dès son plus jeune âge, adepte des sports d'équipe, Jeanne Janiaud est admise en 1914 au club parisien omnisports Fémina Sport, fondé deux ans plus tôt par Pierre Payssé. Elle ne se spécialise dans aucune discipline, pratiquant notamment le lancer du poids, du javelot, le saut en longueur, le football.
Pendant la guerre, elle devient infirmière, au sein de l'Association des dames françaises, dans un hôpital militaire de Châlons-sur-Marne et reçoit à ce titre une médaille en 1916. 
Sélectionnée par Pierre Payssé pour participer à plusieurs compétitions d'athlétisme, elle est championne de France du lancer du poids lors des championnats de 1918 (13,19 m) et 1920 (15,63 m).
En 1921, elle prend part au record du monde du 10 × 100 m, réalisé en 2 min 23 s 2. En 1923, elle bat son record personnel au lancer de javelot avec 37,94 m.

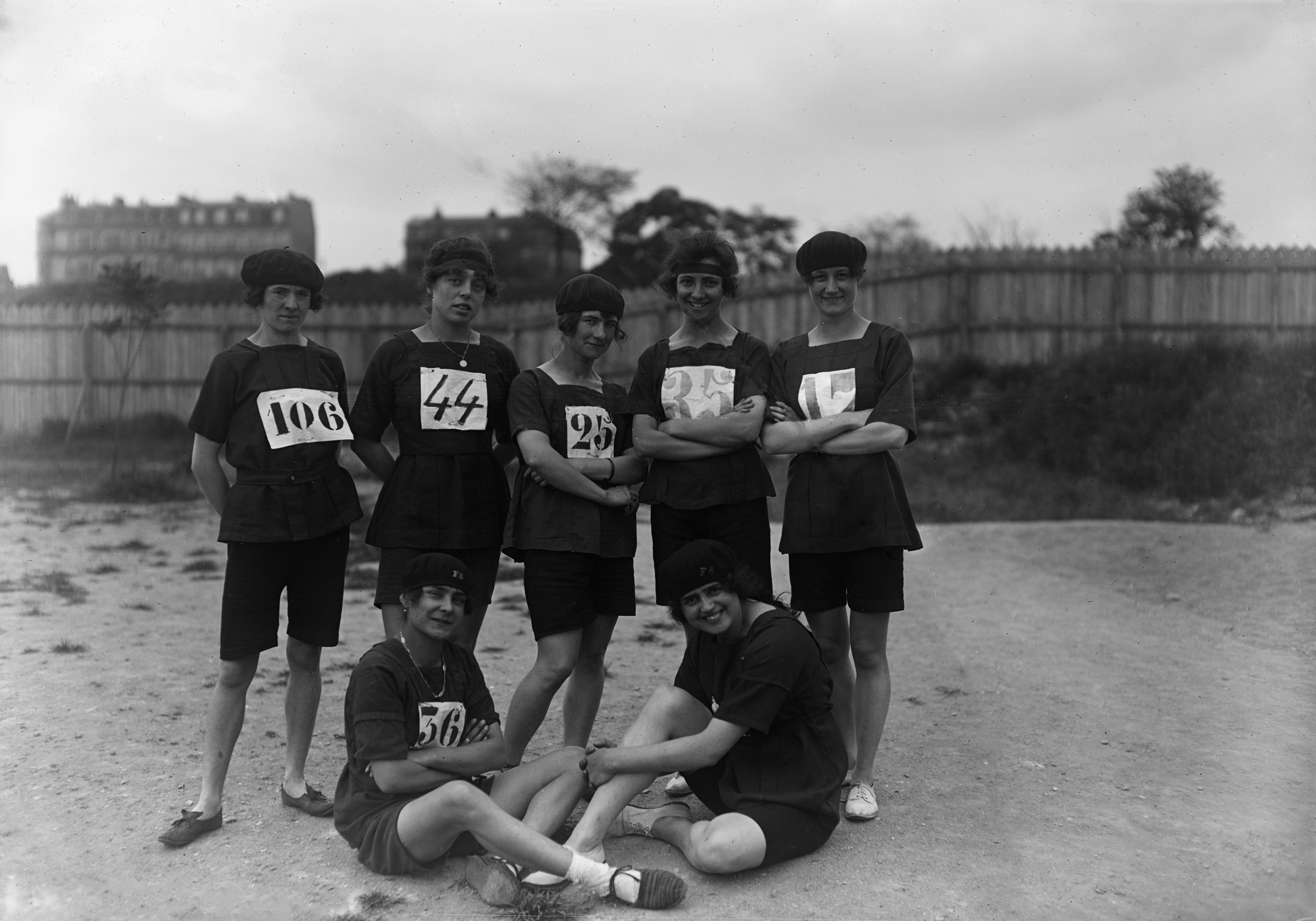
Une partie du club Fémina Sport en 1920 : Forget, Suzanne Liébrard, Germaine Delapierre, Lucie Cadiès, Thérèse Brulé, Lucie Bréard et Jeanne Janiaud (photographie de presse de l'agence Rol, coll. BnF)

Elle fait par ailleurs partie de la première équipe de France de football, constituée par Alice Milliat, qui dispute le 19 avril 1920 son tout premier match international,. La rencontre, qui se tient à Preston, est remportée par l'équipe adverse, les Anglaises du Dick, Kerr's Ladies Football Club, sur le score de 2-0. En 1923, Jeanne Janiaud est championne de France de football avec l'équipe du Fémina Sport.
Dans les années 1930, elle joue comme arrière dans l'équipe du club des Hirondelles de Paris.
Jeanne Janiaud meurt en 1972 à Boulogne-Billancourt.

## Iconographie
- 6 photographies de presse, agence Rol, 1920, Bibliothèque nationale de France, département Estampes et photographie, EI-13 (734) [voir en ligne]